# Simoun (anime)
Pour les articles homonymes, voir Simoun (homonymie).
 (mai 2025).
Si vous disposez d'ouvrages ou d'articles de référence ou si vous connaissez des sites web de qualité traitant du thème abordé ici, merci de compléter l'article en donnant les références utiles à sa vérifiabilité et en les liant à la section « Notes et références ».
Simoun (シムーン, Shimūn) est une série d'anime japonaise de 26 épisodes créée par le Studio DEEN qui a connu dans les mêmes temps une adaptation en manga (one-shot) pré-publiée dans le Comic Yuri Hime et une série de romans, toujours en cours de parution, ainsi qu'un jeu vidéo en préparation sur PS2. Elle a été diffusée au Japon d'avril 2006 jusqu'en septembre de la même année.

## Introduction à l'histoire
L'histoire de Simoun débute sur la planète Daikūriku (大空陸) orbitant autour d'une étoile binaire, dont la technologie serait semblable à celle de notre révolution industrielle (XIXe siècle) ; néanmoins certaines technologies plus avancées sont perdues, tout comme l'histoire de la création de ce monde. Trois pays, la Terre-Sainte du Simulacrum (シムラークルム宮国, Simurākurumu Kyūkoku), l'Archipel d'Argentum (アルゲントゥム礁国, Arugentumu Shoukoku) et les Hautes-Terres de Plumbum (プルンブム嶺国, Purunbumu Reikoku), sont en guerre pour diverses raisons, politiques, climatiques, économiques et religieuses, voire vitales pour la santé de certains d'entre eux. Qui plus est, sur cette planète, les êtres humains naissent tous de sexe féminin, mais chaque pays remédie au problème de la reproduction à sa manière en changeant le sexe de certains citoyens, soit par un rituel religieux à la Source lors du passage à l'âge adulte (à 17 ans) pour définitivement décider d'un sexe (c'est le cas de la Terre-Sainte), soit par des moyens médicaux dès la naissance (c'est le cas de l'Archipel).
Au commencement de l'histoire, la Terre-Sainte a l'avantage sur toutes les autres nations grâce à une technologie inconnue (même par elle) mais qu'elle possède malgré tout : le Simoun, cette machine volante qui serait bénie du Tempus-Spatium (Dieu vénéré par Kyūkoku) et qui l'aurait offerte à la Terre-Sainte. Le Simoun, poussé par le moteur hélicoïdal, est capable de voler avec une aisance jamais égalée, et cela bien au-delà des nuages, au contraire des machines des autres pays qui risquent à tout moment d'être frappées par la foudre. Mais le Simoun est aussi une arme mortelle, capable d'éliminer toute une flotte ennemie en dessinant des motifs dans le ciel appelés « Ri Mājon » dont la capacité de destruction est impressionnante. Néanmoins, voler sur un Simoun n'est pas donné à tout le monde. Seules les filles n'ayant pas encore décidé de leur sexe définitif en ont l'honneur : il s'agit des prêtresses du Simulacrum appelées « Simoun Sibyllae ». Leur rôle, avant le début des hostilités, se cantonnait à dessiner des Ri Mājon afin de prier et honorer Tempus Spatium, ou bien à rechercher les anciens Ri Mājon perdus à l'intérieur d'un groupe de douze Simoun Sibyllae composant un « Chor », le « Chor Tempest » étant le plus renommé. Mais le conflit opposant les trois pays a fait des prêtresses des guerrières obligées de se battre sur le champ de bataille pour le salut de la Terre-Sainte.

## Personnages

### Le Chor Tempest
Aaeru (アーエル, Aaeru)
Voix japonaise : video maker
De caractère impétueux et toujours de bonne humeur, elle rejoint le Chor Tempest en remplacement des 3 Sibyllae perdues au combat. Elle veut absolument former une paire avec Neviril car elle est la meilleure des Sibyllae. Aaeru est en fait une volontaire (pas une prêtresse) qui après avoir servi en tant que cadet au front sud est devenue Sybilla, néanmoins elle possède d'incroyables capacités au vol.
Amuria (アムリア)
Voix japonaise : Eri Kitamura
L'ancienne Paire (sagitta) de Neviril, morte au combat (enfin, son corps n'a jamais été retrouvé donc ce serait plutôt disparue sur le champ de bataille). De nature déterminée, elle avait tendance à voir les simouns comme instruments de pouvoir. Sa relation avec Neviril semblait aller au-delà de la simple relation entre paires. C'est en essayant l'ultime Ri Mãjon (le Ri Mãjon de jade) qu'elle disparut.
Alty (アルティ, Aruti)
Voix japonaise : Megumi Toyoguchi
Sœur de Kaimu, elle semble souffrir d'un « sister complex ». C'est aussi la paire de Floe. Elle semble assez mature et réfléchie malgré son complexe, son souhait actuel étant d'aller à la Source avec sa sœur et devenir un homme afin de la protéger. Sa relation en tant que Paire avec Floe est assez comique au vu des piques qu'elle lance à la commère de service.
Dominūra (ドミヌーラ, Dominūra)
Voix japonaise : Yukana
La plus âgée des Sibyllae et unique survivante du Chor Dextra. Elle rejoint le Call Tempest à la demande de Gurgarief pour être la paire de Limone. Assez autoritaire, elle a tous les atouts d'un leader et bénéficie d'un bon sens de la stratégie mais « méfiez-vous des apparences ».
Elly/Elif (エリー/エリフ, Erī/Erīfu)
Voix japonaise : Yukana
Ancienne membre du Chor Tempest sous l'ère Amuria ; elle décide d'aller à la Source et de mettre fin à son rôle de Sibylla au 2e épisode, par peur et pourtant elle est restera indécise. Elle semble assez attachée à Neviril et la respecte beaucoup pour son rôle de Sibylla Aurea.
Floe (フロエ/フロフ, Furoe)
Voix japonaise : Michiru Aizawa
Jeune fille énergique et ancienne petite-amie de Wapourif. Pas du tout timide, elle n'hésite pas à exprimer ses sentiments. Toujours au courant des dernières nouvelles rythmant la vie du Chor Tempest, c'est une vraie commère. Néanmoins, pour une fille aussi énergique, son poids est déconcertant.
Kaimu (カイム, Kaimu)
Voix japonaise : Michiko Hosokoshi
Sœur d'Alti et Paire de Paraietta, au caractère assez garçon-manqué. Sa relation avec sa sœur est assez tumultueuse au début de la série mais ça n'a pas toujours été le cas, il semblerait que le conflit ait commencé peu de temps après leur arrivée au sein du Chor Tempest, mais les raisons restes obscures… Kaimu développe aussi une admiration sans bornes pour Paraietta telle une groupie et rougit fortement lorsque cette dernière lui accorde son attention.
Rimone (リモネ)
Voix japonaise : Mamiko Noto
C'est la plus jeune des Sibyllae, normal c'est un génie et elle a bénéficié d'une dérogation spéciale pour rejoindre le Chor Tempest à la suite de la perte de nombreux membres. Il faut le dire, au début, Limone est assez hautaine du fait de son génie, mais elle est néanmoins traumatisée par un incident survenu lorsqu'elle était encore Cadet jusqu'à ce que… Sinon, Limone est plus qu'accro aux bonbons.
Rotreamon (ロードレアモン, Rōdoreamon)
Voix japonaise : Mikako Takahashi
Douce et féminine, Rotre provient d'une famille noble (d'ailleurs son nom trahit ses origines) et par conséquent la plupart s'adresse à sa personne en l'appelant « Mademoiselle » (Ojô-sama). Elle était la Paire d'Erri, avant d'être celle de Morinas avec qui elle a une entente joviale. L'arrivée de Mamiina au sein du Chor Tempest sera l'occasion de quelques explications.
Mamīna (マミーナ, Mamīna)
Voix japonaise : Rika Morinaga
Originaire d'une basse classe sociale, elle a pu intégrer le Chor Tempest grâce à la guerre et à ses capacités hors pair. Néanmoins, elle garde une certaine rancune contre l'Aristocratie, du fait de la discrimination dont elle a été victime et dont elle se sent encore victime… Elle reste, cependant, attachée à ses racines et semble se plaire aux tâches domestiques, mais attention à ce qui se trouve dans vos assiettes si vous l'avez cherchée.
Morinas (モリナス, Morinasu)
Voix japonaise : Nana Mizuki
Encore une remplaçante qui montre un grand intérêt envers le Simoun et ses secrets. Contrairement aux autres Sibyllae, Morinas est peu intéressée par son rôle de prêtresse : tout ce qui l'intéresse c'est la sensation du pilotage du Simoun. Morinas est quelqu'un d'assez enjoué, toujours un sourire et de bonne compagnie mais surtout très naturelle.
Neviril (ネヴィリル, Neviriru)
Voix japonaise : Rieko Takahashi
C'est Regina du Call Tempest et elle porte le titre de « Sibylla Aurea » car c'est la meilleure de sa génération. Respectée de tous, il est interdit de faire référence à elle sous son propre nom même lorsqu'elle est absente. Neviril est l'incarnation de tout ce qu'il y a de plus féminin jusqu'au bout des ongles, que ce soit dans sa façon de s'exprimer ou de se mouvoir. Elle restera longtemps traumatisée par la perte de sa Paire et Compagne Amuria, bloquant le Chor Tempest jusqu'à ce que.
Paraietta (パライエッタ)
Voix japonaise : Ami Koshimizu
Amie d'enfance de Neviril qui tel un chevalier servant l'accompagne dans chacune de ses décisions comme celle d'être Sibylla. Par conséquent, rien dans ce qu'elle fait n'est sans rapport avec Neviril et elle veille à ce que rien ne la perturbe. Une amie loyale et fidèle donc, à première vue, mais Paraietta cache un amour secret envers sa meilleure amie qui l'étouffe et qui est prêt à exploser.
Yun (ユン)
Voix japonaise : Kaori Nazuka
Sa particularité est de s'exprimer de la façon la plus masculine qui soit et avec beaucoup de franchise. Yun est perturbée par le souvenir de ses anciens camarades morts à la guerre, ne sachant pas s'ils ont pu trouver le repos de l'âme. Elle reste dévouée donc à son rôle de Sibylla et ne souhaite qu'une chose : la paix.

### Personnages secondaires
Anubituf (アヌビトゥフ, Anubitufu)
Voix japonaise : Reiko Kiuchi
Capitaine de l'Arcus Prima. Grand chef, avisé et bon tacticien, prend toujours les bonnes décisions sans se laisser influencer par les sentiments.
Guragief (グラギエフ, Guragiefu)
Voix japonaise : Hōko Kuwashima
Deux des troupes Simoun à bord de l'Arcus Prima que sont les Chor Tempest, Caput et Rubor. Assez sentimental, Guragief a tendance à surprotéger ses Sibyllae en n'étant pas assez autoritaire.
Halconf (ハルコンフ, Harukonfu)
Voix japonaise : Yoko Soumi
Père de Neviril et Vice-Président du Simulacrum. Il est très inquiet du devenir de sa fille et semble préférer la savoir à la Source plutôt qu'au combat, ce que sa fille ne semble pas comprendre pensant que son père ne s'inquiète que pour sa carrière.
Onashia (オナシア, Onashia)
Voix japonaise : Sakiko Tamagawa
Grande Prêtresse du Simulacrum et personnalité la plus respectée de ce pays. Elle est aussi la Gardienne de la Source et peut décider à votre place de votre sexe, si vous êtes trop indécis.
Vyūra (ヴューラ/ヴュラフ, Vyūra)
Voix japonaise : Ai Hayasaka
Membre du Chor Rubor et camarade de chambre d'Aaeru. Au départ, assez hostile envers le Call Tempest de par la rivalité naissance due à la tombée du Chor Tempest de son statut d'élite ; elle se révélera avoir un profond respect et une grande admiration pour celui-ci.
Wapōrif (ワポーリフ, Wapōrifu)
Voix japonaise : Fumie Mizusawa
Technicien sur l'Arcus Prima, il est parti il y a deux ans à la Source pour devenir un homme. Très croyant, Wapôrif respecte rigoureusement les règles religieuses jusqu'à rompre avec Floe lorsqu'il est devenu « adulte ». Sa foi sera mise à rude épreuve à cause de son attraction envers Morinas.
Wauf (ワウフ, Wauf)
Voix japonaise : Urara Takano
Capitaine du vieux Messis. Très respectueux des Sibyllae, il n'hésite pas à mettre le Messis en danger pour elles. Plutôt observateur, il comprendra assez vite les véritables intentions de Dominura.

## Liste des épisodes
| No | Titre français                     | Titre japonais       | Titre japonais          | Date de 1re diffusion |
| No | Titre français                     | Kanji                | Rōmaji                  | Date de 1re diffusion |
| -- | ---------------------------------- | -------------------- | ----------------------- | --------------------- |
| 1  | Ailes déchues                      | 堕ちた翼             | Ochita tsubasa          | 3 avril 2006          |
| 2  | La source bleue                    | 青い泉               | Aoi izumi               | 10 avril 2006         |
| 3  | La guerre lointaine                | 遠い戦争             | Tōi sensō               | 17 avril 2006         |
| 4  | La guerre proche                   | 近い戦争             | Chikai sensō            | 24 avril 2006         |
| 5  | Blanche Solitude                   | 白い孤独             | Shiroi kodoku           | 1er mai 2006          |
| 6  | Blessures et Douleur               | 傷と痛み             | Kizu to itami           | 8 mai 2006            |
| 7  | Au-dessus des Eaux Internationales | 公海上空にて         | Kōkai jōkū nite         | 15 mai 2006           |
| 8  | Prière                             | 祈り                 | Inori                   | 22 mai 2006           |
| 9  | L'audience                         | 審問                 | Shinmon                 | 29 mai 2006           |
| 10 | Des oiseaux en cage                | 籠の鳥               | Kago no tori            | 5 juin 2006           |
| 11 | Front commun                       | 共同戦線             | Kyōdō sensen            | 12 juin 2006          |
| 12 | Sœurs                              | 姉と妹               | Ane to imouto           | 19 juin 2006          |
| 13 | La raison                          | 理（ことわり）       | Kotowari                | 26 juin 2006          |
| 14 | Ce qui ne doit pas être violé      | 冒さざるもの         | Okasazarumono           | 3 juillet 2006        |
| 15 | Une par une                        | 一人、また一人       | Hitori, mata hitori     | 10 juillet 2006       |
| 16 | Le Ri Mãjon de Jade                | 翠玉のリ・マージョン | Suigyoku no Ri Mājon    | 17 juillet 2006       |
| 17 | Les ruines                         | 遺跡                 | Iseki                   | 24 juillet 2006       |
| 18 | Cortège funéraire                  | 葬列                 | Sōretsu                 | 31 juillet 2006       |
| 19 | Sibylla                            | シヴュラ             | Shibyura                | 7 août 2006           |
| 20 | Elégie                             | 嘆きの詩（うた）     | Nageki no uta           | 14 août 2006          |
| 21 | La porte d'un nouveau Monde.       | 新天地への扉         | Shinten-chi e no tobira | 21 août 2006          |
| 22 | De sortie                          | 出撃                 | Shutsugeki              | 28 août 2006          |
| 23 | La vierge éternelle                | 永遠の少女           | Eien no shōjo           | 4 septembre 2006      |
| 24 | Les choix                          | 選択                 | Sentaku                 | 11 septembre 2006     |
| 25 | Paires                             | パル                 | Paru                    | 18 septembre 2006     |
| 26 | Leur portrait.                     | 彼女達の肖像         | Kanojo-tachi no shōzo   | 25 septembre 2006     |

## Musique

### Génériques

#### Générique d'ouverture
- That Which is Beautiful is Good (美しければそれでいい, Utsukushikereba Sore de Ii?) interprété par Chiaki Ishikawa

#### Générique de fin
- Song of Prayer (祈りの詩, Inori no Uta?) interprété par Savage Genius